# Підгаєцька сільська рада (Шумський район)
Підгаєцька сільська́ ра́да — адміністративно-територіальна одиниця та орган місцевого самоврядування в Шумському районі Тернопільської області. Адміністративний центр — село Підгайці.

## Загальні відомості
- Територія ради: 19,433 км²
- Населення ради: 778 осіб (станом на 2001 рік)

## Населені пункти
Сільській раді підпорядковані населені пункти:
- с. Підгайці
- с. Вербиця
- с. Кудлаївка

## Склад ради
Рада складається з 12 депутатів та голови.
- Голова ради: Прокопюк Олександр Васильович
- Секретар ради: Пиріг Надія Тимофіївна

### Керівний склад попередніх скликань
| Прізвище, ім'я, по батькові   | Основні відомості                                                               | Дата обрання | Дата звільнення |
| ----------------------------- | ------------------------------------------------------------------------------- | ------------ | --------------- |
| Марценюк Володимир Дмитрович  | Сільський голова, 1951 року народження, безпартійний                            | 26.03.2006   | 31.10.2010      |
| Прокопюк Олександр Васильович | Сільський голова, 1965 року народження, освіта середня спеціальна, безпартійний | 31.10.2010   |                 |

Примітка: таблиця складена за даними сайту Верховної Ради України

### Депутати
За результатами місцевих виборів 2010 року депутатами ради стали:

#### За суб'єктами висування
| Суб'єкт висування | Кількість обраних депутатів | %   |
| ----------------- | --------------------------- | --- |
| Самовисування     | 12                          | 100 |

#### За округами
| № округу | Прізвище, ім'я, по батькові  | Дата визнання обраним | Освіта             | Партійна приналежність | Відомості про обраного депутата                     |
| -------- | ---------------------------- | --------------------- | ------------------ | ---------------------- | --------------------------------------------------- |
| 1        | Тетера Алла Василівна        | 05.11.2010            | середня спеціальна | позапартійна           | магазин «Марія», продавець                          |
| 2        | Гудзь Василь Дмитрович       | 05.11.2010            | вища               | позапартійний          | Піщатинська загальноосвітня школа І-ІІ ст., вчитель |
| 3        | Ширма Олег Сергійович        | 05.11.2010            | вища               | позапартійний          | с. Підгайці, Кременецький ЗАТ молок                 |
| 4        | Тетера Роман Гнатович        | 05.11.2010            | середня            | позапартійний          | Кременецький ЗАТ молоко                             |
| 5        | Ящук Петро Олександрович     | 05.11.2010            | середня спеціальна | позапартійний          | тимчасово не працює                                 |
| 6        | Дівонька Марія Михайлівна    | 05.11.2010            | середня спеціальна | позапартійна           | Підгаєцький фельдшерсько-акушерський пункт          |
| 7        | Пиріг Надія Тимофіївна       | 05.11.2010            | середня спеціальна | позапартійна           | Підгаєцька сільська рад                             |
| 8        | Клим'юк Олександр Васильович | 05.11.2010            | середня спеціальна | позапартійний          | СТОВ «Агро-лан»                                     |
| 9        | Шульган Василь Петрович      | 05.11.2010            | середня спеціальна | позапартійний          | тимчасово не працює                                 |
| 10       | Шульган Василь Петрович      | 05.11.2010            | середня спеціальна | позапартійний          | тимчасово не працює                                 |
| 11       | Панасюк Петро Васильович     | 05.11.2010            | середня            | позапартійний          | пенсіонер                                           |
| 12       | Мацюк Олександр Гнатович     | 05.11.2010            | середня спеціальна | позапартійний          | тимчасово не працює                                 |